# Germain Derycke
Germain Derycke (efternamnet även stavat Derijcke), född den 2 november 1929 i Bellegem, död den 13 januari 1978 på samma plats, var en belgisk tävlingscyklist som var specialist på endagslopp. Under sin karriär vann han fyra av de fem monumenten: Paris-Roubaix (1953), Milano-Sanremo (1955), Liège-Bastogne-Liège (1957) och Flandern runt (1958). I det femte monumentet, Lombardiet runt, startade han bara en gång (1954) och kom då på 64:e plats. Därtill blev han silvermedaljör i linjelopp vid Världsmästerskapen i landsvägscykling 1953 och bronsmedaljör 1955.
Efter karriären som cyklist ägnade Derycke sig ett tag åt biltävlingar, utan framgång. Därefter (1962) öppnade han ett kafé. Derycke avled 1978 till följd av en stroke, bara 48 år gammal.

## Meriter
1951
Vinnare av etapp 23 i Tour de France
2:a i Liège-Bastogne-Liège
1952
Vinnare av Bruxelles-Ingooigem
5:a i Paris-Bryssel
8:a i Bordeaux-Paris
1953
Vinnare av Paris-Roubaix
2:a i linjelopp vid Världsmästerskapen i landsvägscykling
3:a i Gent-Wevelgem
4:a i Milano-Sanremo
5:a i Coppa Bernocchi
1954
Vinnare av Vallonska pilen
2:a i Paris-Bryssel
7:a i Gent-Wevelgem
8:a i Paris-Roubaix
9:a i Paris-Tours
1955
Vinnare av Milano-Sanremo
2:a i linjelopp vid Belgiska mästerskapen i landsvägscykling
3:a i linjelopp vid Världsmästerskapen i landsvägscykling
3:a i Paris-Bryssel
3:a i Milano-Modena
5:a i Challenge Desgrange-Colombo
9:a i Flandern runt
9:a i Vallonska pilen
9:a i Omloop Het Volk
10:a totalt i Paris-Nice
1956
Vinnare av etapperna 2 och 3 i Paris-Nice
2:a i Milano-Torino
3:a i Bruxelles-Ingooigem
4:a i Paris-Bryssel
6:a i linjelopp vid Världsmästerskapen i landsvägscykling
6:a i Flandern runt
7:a i Milano-Sanremo
7:a i Paris-Roubaix
1957
Vinnare av Liège-Bastogne-Liège
Vinnare av Tre Valli Varesine
5:a i Milano-Torino
8:a i linjelopp vid Världsmästerskapen i landsvägscykling
1958
Vinnare av Flandern runt
Vinnare av GP de Monaco
3:a totalt i Paris-Nice
7:a i Milano-Turin
10:a i Milano-Sanremo